# Ludwik Krzywicki

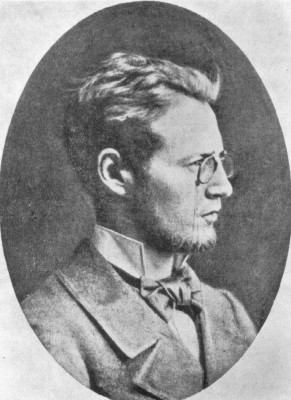
Ludwik Krzywicki, 1882

Ludwik Krzywicki (* 21. August 1859 in Płock, Russisches Kaiserreich; † 10. Juni 1941 in Warschau) war ein polnischer Anthropologe, Soziologe und Ökonom.

## Leben
Krzywicki studierte Mathematik an der Universität Warschau. Nach Erhalt des Mathematikdiploms immatrikulierte er sich an der medizinischen Fakultät, wurde jedoch auf Grund seiner politischen Tätigkeit bei den Sozialisten der Universität verwiesen. Anschließend ging er ins Ausland, zunächst nach Leipzig, dann Zürich und schließlich nach Paris, wo er Anthropologie, Archäologie und Ethnologie studierte. 1893 kehrte er nach Polen zurück und setzte sein politisches Engagement fort. Ab 1900 arbeitete er als Archäologe in Litauen, wo er u. a. die Ausgrabungen in Samogitien leitete. Nach dem Ersten Weltkrieg gab er alle politischen Aktivitäten auf und konzentrierte sich auf die wissenschaftliche Forschung. 1918 wurde er Initiator des polnischen Haupt-Statistikamtes und sein stellvertretender Direktor. 1919–1936 wurde er Professor des Sozial- und Wirtschaftsinstituts an der Universität Warschau. Einer seiner wichtigsten wissenschaftlichen Beiträge war die Theorie der „Migration der Ideen“.
Während einer deutschen Bombardierung Warschaus 1939 wurde sein Haus samt allen Schriften zerstört und er selbst verletzt. Sein Sohn Jerzy Krzywicki wurde 1940 vermutlich Opfer des sowjetischen Massakers von Katyn, seine Schwiegertochter Irena Krzywicka (1899–1994) war eine polnische Feministin. 